# Paulo Sérgio (Fußballspieler, 1976)
Paulo Sérgio, mit vollem Namen Paulo Sérgio Rodrigues Duarte de Almeida (* 8. März 1976 in Lissabon), ist ein ehemaliger portugiesischer Fußballspieler, der im Mittelfeld vorrangig als rechter Flügelspieler eingesetzt wurde.

## Karriere
Seine früheren Vereine waren CD Estrela Amadora, GD Estoril Praia, FC Terrassa, FC Felgueiras, HSC Montpellier, Sporting Braga und Vitória Guimarães. Für Rot-Weiss Essen bestritt er ein DFB-Pokalspiel sowie 10 Zweitligapartien. Außerdem absolvierte er 7 UEFA-Cup-Spiele für Vitória Guimarães und Sporting Braga. Nach seiner Zeit in Essen spielte er noch für CD Trofense, Ermis Aradippou in Zypern, Atlético CP und SU Sintrense.